# Psorophora
Psorophora är ett släkte av tvåvingar. Psorophora ingår i familjen stickmyggor.

## Bildgalleri

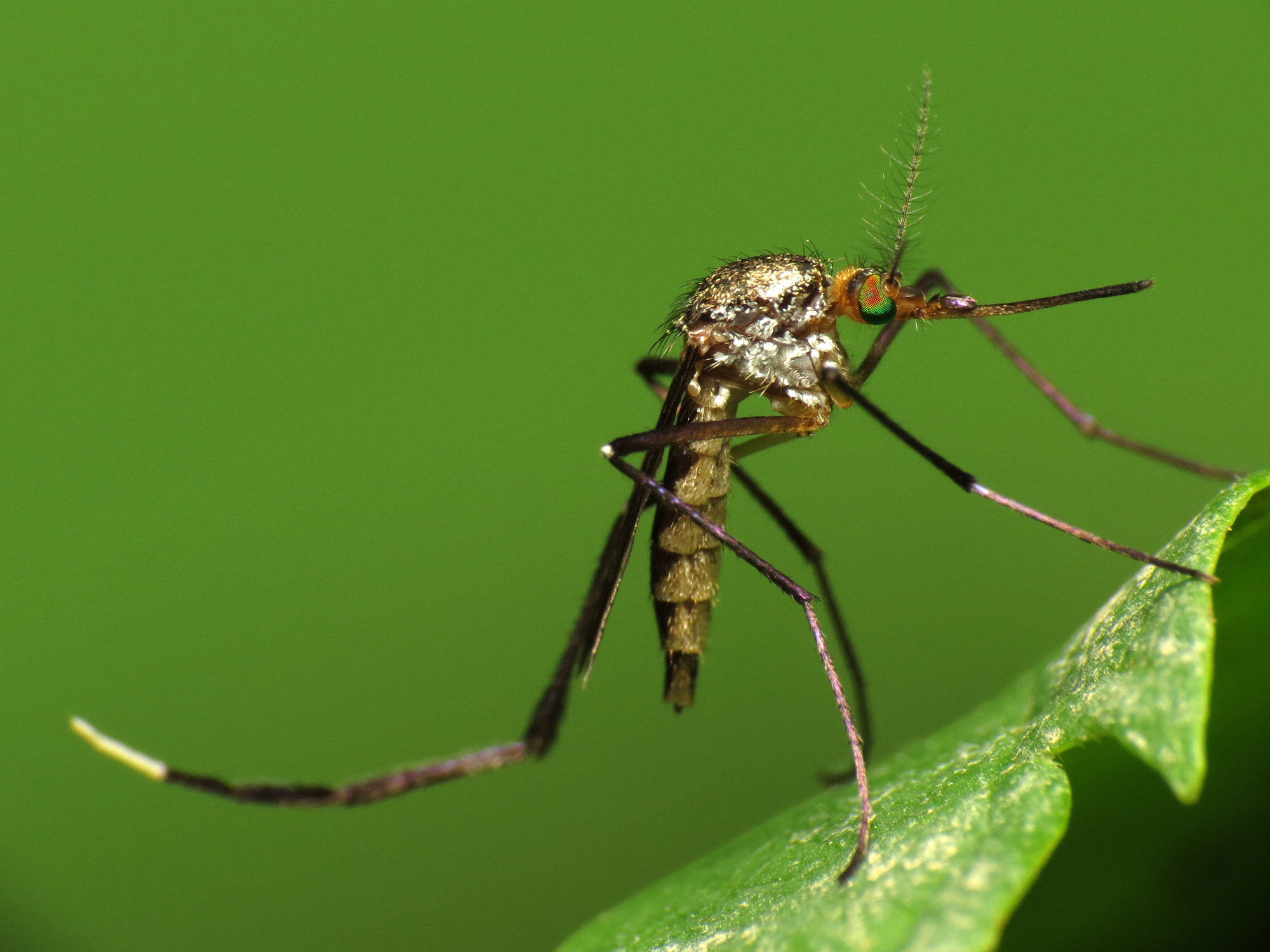

## Dottertaxa tillPsorophora, i alfabetisk ordning[1]
- Psorophora albigenu
- Psorophora albipes
- Psorophora amazonica
- Psorophora champerico
- Psorophora ciliata
- Psorophora cilipes
- Psorophora cingulata
- Psorophora circumflava
- Psorophora columbiae
- Psorophora confinnis
- Psorophora cyanescens
- Psorophora dimidiata
- Psorophora discolor
- Psorophora discrucians
- Psorophora ferox
- Psorophora fiebrigi
- Psorophora forceps
- Psorophora goeldii
- Psorophora holmbergii
- Psorophora horrida
- Psorophora howardii
- Psorophora infinis
- Psorophora insularia
- Psorophora jamaicensis
- Psorophora johnstonii
- Psorophora lanei
- Psorophora leucocnemis
- Psorophora lineata
- Psorophora longipalpus
- Psorophora lutzii
- Psorophora marmorata
- Psorophora mathesoni
- Psorophora melanota
- Psorophora mexicana
- Psorophora ochripes
- Psorophora pallescens
- Psorophora paulli
- Psorophora perterrens
- Psorophora pilipes
- Psorophora pilosa
- Psorophora pilosus
- Psorophora pruinosa
- Psorophora pseudoalbipes
- Psorophora pseudomelanota
- Psorophora pygmaea
- Psorophora saeva
- Psorophora santamarinai
- Psorophora signipennis
- Psorophora stonei
- Psorophora totonaci
- Psorophora varinervis
- Psorophora varipes